# Montvernier
Montvernier ist eine Gemeinde in den Savoyen in Frankreich. Sie gehört zum Region Auvergne-Rhône-Alpes, zum Département Savoie, zum Arrondissement Saint-Jean-de-Maurienne und zum Kanton Saint-Jean-de-Maurienne. Sie grenzt 
- im Nordwesten an Saint-Avre,
- im Norden an Montaimont,
- im Nordosten und im Süden an La Tour-en-Maurienne mit Pontamafrey-Montpascal und Le Châtel,
- im Südwesten an Sainte-Marie-de-Cuines.

## Bevölkerungsentwicklung
| Jahr                       | 1962 | 1968 | 1975 | 1982 | 1990 | 1999 | 2008 | 2014 | 2021 |
| -------------------------- | ---- | ---- | ---- | ---- | ---- | ---- | ---- | ---- | ---- |
| Einwohner                  | 161  | 126  | 115  | 104  | 115  | 136  | 213  | 225  | 235  |
| Quellen: Cassini und INSEE |      |      |      |      |      |      |      |      |      |

## Sehenswürdigkeiten
- Lacets de Montvernier (Serpentinen-Straße mit 17 Kehren)
- Flurkreuz in der Gebirgslandschaft Lacets de Montvernier
- Chapelle de la Balme

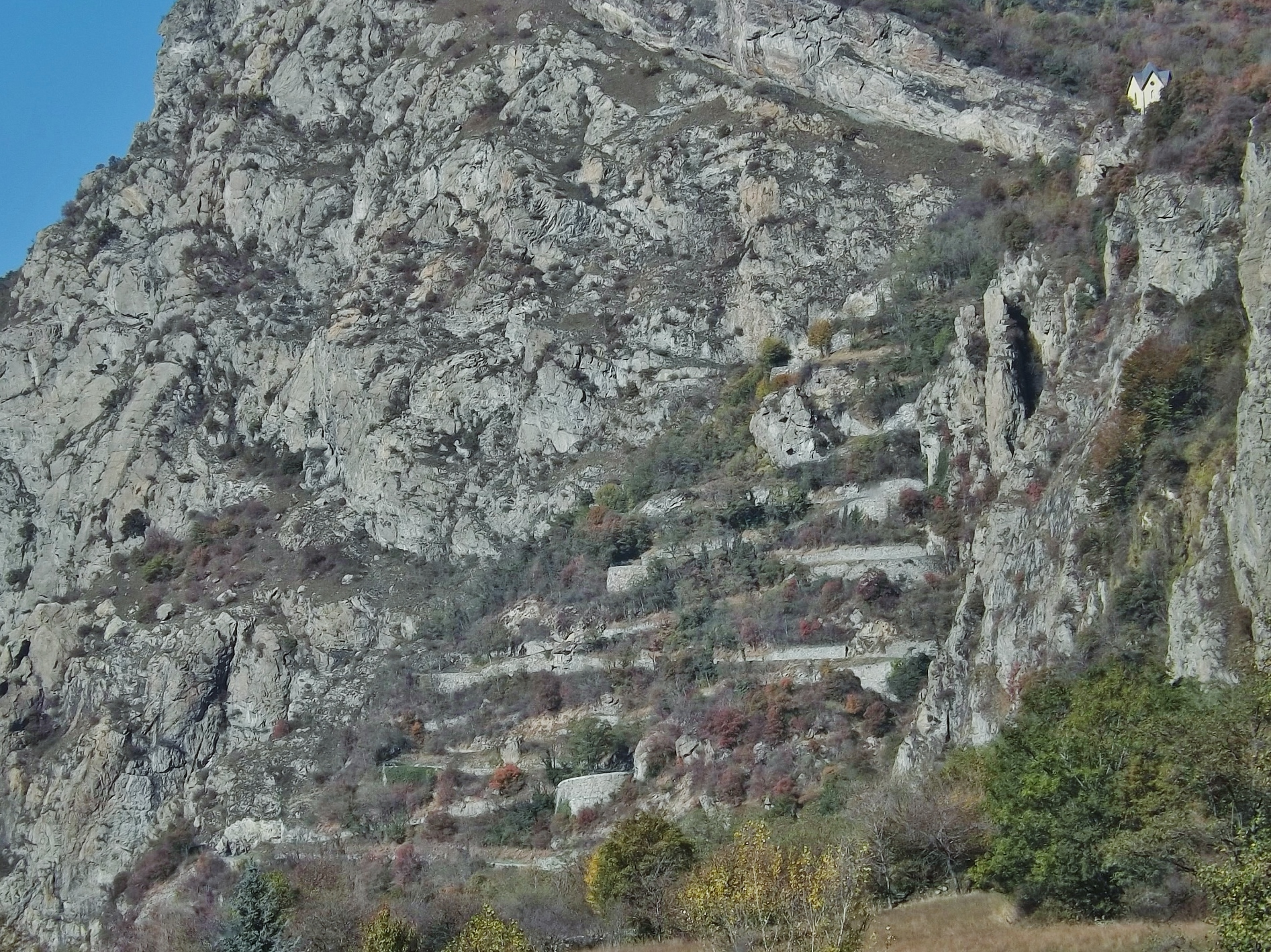
Lacets de Montvernier
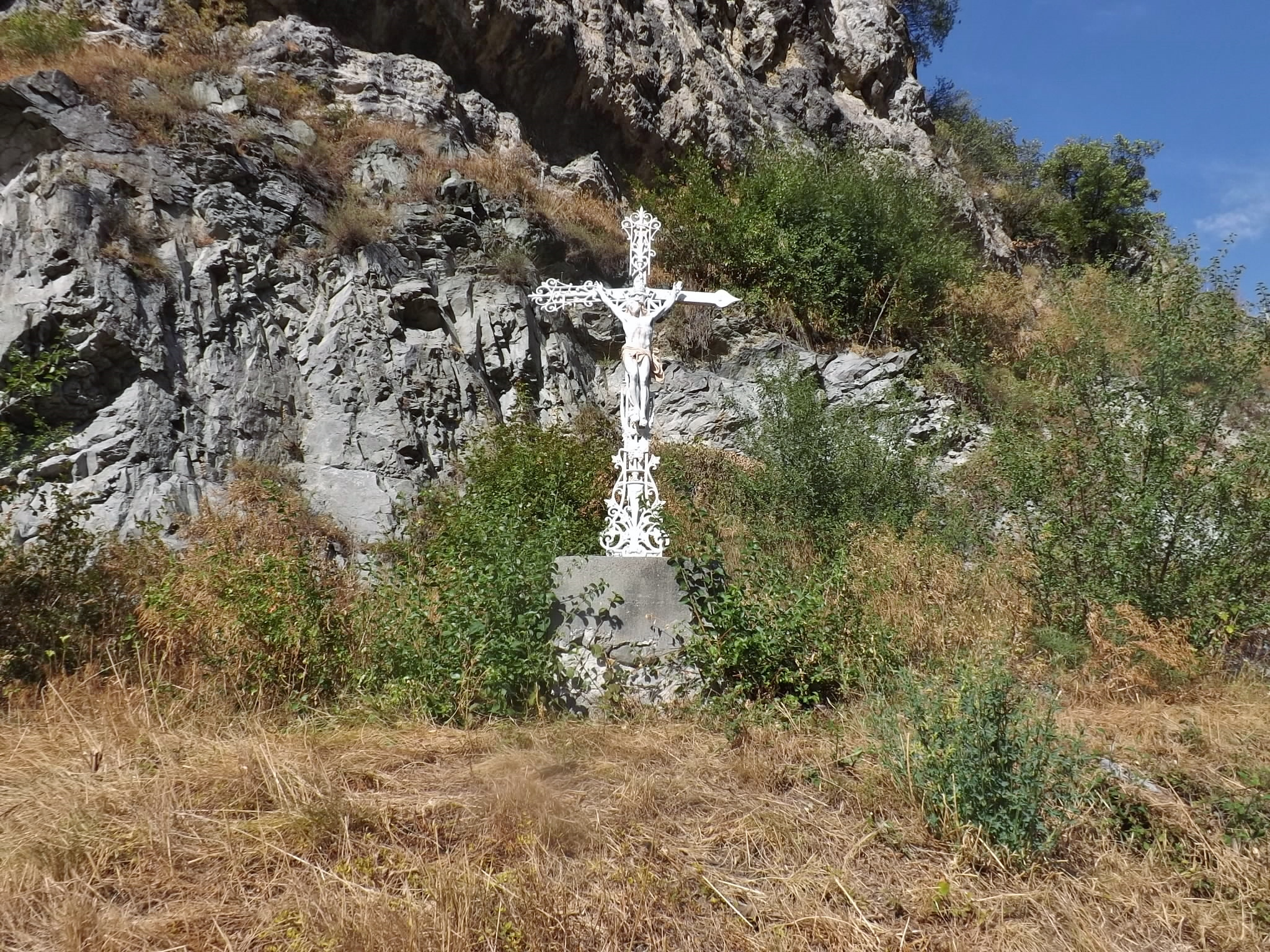
Flurkreuz
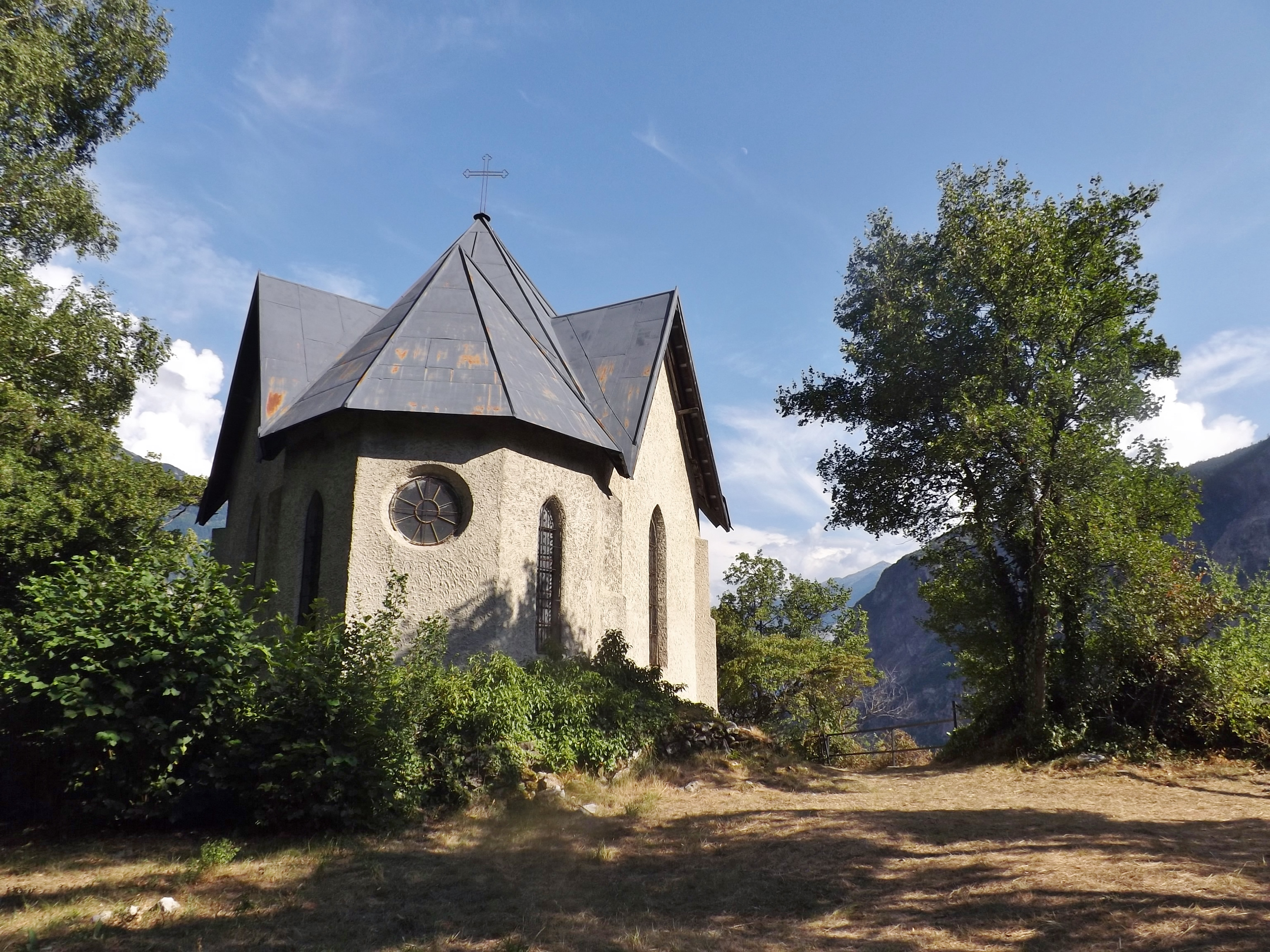
Chapelle de la Balme